# West Samoset
West Samoset ist  ein census-designated place (CDP) im Manatee County im US-Bundesstaat Florida. Das U.S. Census Bureau hat bei der Volkszählung 2020 eine Einwohnerzahl von 6.482 ermittelt. 

## Geographie
West Samoset grenzt direkt an die Stadt Bradenton, liegt etwa 60 km südlich von Tampa und wird von den U.S. Highways 41 (Tamiami Trail) und 301 durchquert bzw. tangiert.

## Demographische Daten
Laut der Volkszählung 2010 verteilten sich die damaligen 5583 Einwohner auf 2275 Haushalte. Die Bevölkerungsdichte lag bei 1550,8 Einw./km². 57,7 % der Bevölkerung bezeichneten sich als Weiße, 23,4 % als Afroamerikaner, 0,4 % als Indianer und 0,1 % als Asian Americans. 14,6 % gaben die Angehörigkeit zu einer anderen Ethnie und 3,7 % zu mehreren Ethnien an. 48,5 % der Bevölkerung bestand aus Hispanics oder Latinos.
Im Jahr 2010 lebten in 44,4 % aller Haushalte Kinder unter 18 Jahren sowie 22,2 % aller Haushalte Personen mit mindestens 65 Jahren. 67,5 % der Haushalte waren Familienhaushalte (bestehend aus verheirateten Paaren mit oder ohne Nachkommen bzw. einem Elternteil mit Nachkomme). Die durchschnittliche Größe eines Haushalts lag bei 3,12 Personen und die durchschnittliche Familiengröße bei 3,65 Personen.
35,2 % der Bevölkerung waren jünger als 20 Jahre, 31,4 % waren 20 bis 39 Jahre alt, 21,2 % waren 40 bis 59 Jahre alt und 12,3 % waren mindestens 60 Jahre alt. Das mittlere Alter betrug 29 Jahre. 49,8 % der Bevölkerung waren männlich und 50,2 % weiblich.
Das durchschnittliche Jahreseinkommen lag bei 23.368 $, dabei lebten 41,4 % der Bevölkerung unter der Armutsgrenze.
Im Jahr 2000 war Englisch die Muttersprache von 77,07 % der Bevölkerung und spanisch sprachen 22,93 %.